# إليزابيث كاريو
إليزابيث كاريو (بالنرويجية البوكمول: Elisabeth Carew)‏ هي مغنية وموسيقية نرويجية، ولدت في 13 يونيو 1985 في لورينسكوغ في النرويج.

## وصلات خارجية
- إليزابيث كاريو على موقع IMDb (الإنجليزية)
- إليزابيث كاريو على موقع ميوزك برينز (الإنجليزية)